# 鳥越雅子
鳥越 雅子（とりごえ まさこ、1月29日 - ）は、圭三プロダクション所属のフリーアナウンサー。佼成学園女子高等学校卒。東京都出身。血液型A型。
FMヨコハマの専属アナウンサーも業務契約。主にニュースを担当。

## 担当番組
- MORNING STEPS
- MORNING STEPS FRIDAY
- FMYOKOHAMA NEWS
- FMヨコハマ番組審議会情報（月１回放送）

※上記の番組は隔週でアシスタントを担当している。

## 過去に担当した番組
- JNNニュースバード（現：TBSニュースバード）キャスター ほか